# Limenitis escalantei
Limenitis escalantei är en fjärilsart som beskrevs av Stephen R. Steinhauser och Miller 1977. Limenitis escalantei ingår i släktet Limenitis och familjen praktfjärilar. Inga underarter finns listade i Catalogue of Life.